# Ogooué
Ogooué je řeka v Gabonu a v Konžske republice. Je dlouhá 850 km. Povodí má rozlohu 175 000 km².

## Průběh toku
Pramení na Jihoguinejské vysočině. Protéká ji v dolině, v níž překonává mnoho peřejí. Ústím do Guinejského zálivu Atlantského oceánu, přičemž vytváří deltu.

## Vodní režim
Má stálý vysoký průtok po dobu celého roku. Hlavní přítoky jsou zprava Ivindo a zleva Ngounie.

## Využití
Lodní doprava je možná na dolním toku od města Ndjole, kde začínají peřeje.